# Подлески (Волынская область)
Подлески (укр. Підліски) — село в Копачовской сельской общине Луцкого района Волынской области Украины.
До 2020 года входило в Рожищенский район.
Код КОАТУУ — 0724582903. Население по переписи 2001 года составляет 16 человек. Почтовый индекс — 45150. Телефонный код — 3368. Занимает площадь 0,24 км².